# René Sommer (Schriftsteller)
René Sommer (* 2. April 1954 in Rheinfelden AG) ist Schriftsteller und Dichter.

## Leben
René Sommer besuchte das Lehrerseminar in Wettingen, dann das Institut Spezielle Pädagogik und Psychologie in Basel. Er lebt heute als freier Schriftsteller in Liesberg.
Seine Gedichtbände sind überwiegend im Frieling-Verlag Berlin erschienen.
Er ist Mitglied der Schriftstellervereinigung Autorinnen und Autoren der Schweiz.

## Werke

### Gedichtbände
- Indianer ohne Land. In: Zeitzünder 7. Vier Gedichtbände in einem. Orte, Zürich 1994, ISBN 3-85830-068-3.
- Wohnung mit Schuh. Gedichte. Orte (fund-orte 2), Zürich 1995, ISBN 3-85830-079-9.
- Wohlklang Wolf. Gedichte. Frieling, Berlin 1998, ISBN 3-8280-0704-X.
- Der Reiher fällt aus der Reihe. Surrealistische Gedichte. Frieling, Berlin 1999, ISBN 3-8280-1023-7.
- Erwartung Zebra. Gedichte. Frieling, Berlin 2000, ISBN 3-8280-1329-5.
- Ankunft geflüstert. Gedichte. Frieling, Berlin 2001, ISBN 3-8280-1639-1.
- Jagd aufs Ohr. Gedichte. Frieling, Berlin 2002, ISBN 3-8280-1800-9.
- Eine Störung erreicht Westeuropa. Gedichte. Frieling, Berlin 2003, ISBN 3-8280-1970-6.
- Wie kam das Walross nach Montreux? Gedichte. Frieling, Berlin 2004, ISBN 3-8280-2115-8.
- Die Revolution ist ausgeblieben. Gedichte. Frieling, Berlin 2005, ISBN 3-8280-2274-X.
- Ausgerechnet jetzt fehlt Jimi Hendrix. Gedichte. Frieling, Berlin 2006, ISBN 3-8280-2403-3.
- Klopstock in Woodstock. Surrealistische Gedichte. Frieling, Berlin 2007, ISBN 3-8280-2518-8.
- Das Gen beim Stein von WittGenstein. Surrealistische Gedichte. Frieling, Berlin 2008, ISBN 978-3-8280-2643-8.
- Ohne Warhol keine Währung. Surrealistische Gedichte. Frieling, Berlin 2009, ISBN 978-3-8280-2762-6.
- Fontane denkt an Afghanistan. Surrealistische Gedichte. Frieling, Berlin 2010, ISBN 978-3-8280-2879-1.
- Schwarzer Prinz und Grünes Zebra. Surrealistische Gedichte. Frieling, Berlin 2011, ISBN 978-3-8280-2970-5.
- Chinesische Mauer trifft Wallstreet. Surrealistische Gedichte. Frieling, Berlin 2012, ISBN 978-3-8280-3076-3.
- Das Cis von San Francisco. Surrealistische Gedichte. Frieling, Berlin 2013, ISBN 978-3-8280-3156-2.
- Play Huch. Gedichte. BoD, Norderstedt 2018, ISBN 978-3-7528-2037-9.
- Eine Frage der Libelle. Gedichte. BoD, Norderstedt 2019, ISBN 978-3-7412-9958-2.
- Ultramarin und Rosmarin. Gedichte. BoD, Norderstedt 2020, ISBN 978-3-7504-9989-8.
- Verwildert im Grasland. Gedichte. BoD, Norderstedt 2021, ISBN 978-3-7543-1307-7.

### Prosa
- Das Popcorn und die Vögel. Kurzgeschichten. BoD, Norderstedt 2017, ISBN 978-3-7448-6475-6.
- Woanderswoher. Roman. BoD, Norderstedt 2018, ISBN 978-3-7460-8082-6.
- Das Mädchen mit rotem Hut. Kurzgeschichten. BoD, Norderstedt 2018, ISBN 978-3-7528-1413-2.
- Das avocadogrüne Känguru. Kurzgeschichten. BoD, Norderstedt 2018, ISBN 978-3-7481-3002-4.
- Alldadarin. Roman. BoD, Norderstedt 2019, ISBN 978-3-7481-5764-9.
- Der Wal heißt Beethoven. Kurzgeschichten. BoD, Norderstedt 2019, ISBN 978-3-7494-4962-0.
- Der schlafende Löwe. Kurzgeschichten. BoD, Norderstedt 2019, ISBN 978-3-7504-0301-7.
- Trotzdas. Roman. BoD, Norderstedt 2020, ISBN 978-3-7504-3790-6.
- Das Sofa beim Waldstein. Kurzgeschichten. BoD, Norderstedt 2020, ISBN 978-3-7519-0507-7.
- Der farngrüne Tiger. Kurzgeschichten. BoD, Norderstedt 2020, ISBN 978-3-7526-1113-7.
- Fernab. Roman. BoD, Norderstedt 2021, ISBN 978-3-7526-8382-0.
- Fledermaus im Federhaus. Kurzgeschichten. BoD, Norderstedt 2021, ISBN 978-3-7534-5878-6.
- Schwan im Spiegel. Kurzgeschichten. BoD, Norderstedt 2021, ISBN 978-3-7543-5696-8.
- Mit den Händen ein Herz. Short Stories. BoD, Norderstedt 2023, ISBN 978-3-7392-3041-2.
- Tropfenklang aufs Tamburin. Short Stories. BoD, Norderstedt 2023, ISBN 978-3-7583-0268-8.
- Murmeln in der Wurzelbucht. Short Stories. BoD, Norderstedt 2024, ISBN 978-3-7583-7486-9.
- Die Wolkengondel. Short Stories. BoD, Norderstedt 2024, ISBN 978-3-7597-7605-1.

### Sachbücher
- Der Baum steht mitten im Fluß. Was Kinderträume sagen können. Walter, Zürich 1997
- Der weiße Tiger. Kinderträume verstehen. Walter, Zürich 1999

### Mitarbeit
- Urwaldhus, Tierhag, Ochsenhütte & Co. Die schönsten Ostschweizer Beizen und die (Wander-)Wege zu ihnen (hg. v. Werner Bucher). Orte, Zürich 1997; 5. erw. A. 2003, ISBN 3-85830-120-5